# アラン語
アラン語（アランご、オック語: aranés、英語: Aranese）は、スペインのカタルーニャ州アラン谷（リェイダ県）で話されているオクシタン語で、ガスコーニュ語の変種である。カタルーニャ州の公用語のひとつ。

## 歴史・社会・文化

### ステイタス
2010年9月22日カタルーニャ自治州議会によって法令が可決され、アラン語はその言語がもともと使用されているバル・ダランだけでなく、カタルーニャ語と並んでカタルーニャ州全体の公用語となった。
2006年のカタルーニャ自治州憲章では「アラン谷においてアラン語と命名されているオクシタン語は、その地域における固有の言語であり、現行の基本法、並びに言語正常化諸法に基づく、カタルーニャ州の公用語である」と規定される（第6条5項）。
1979年のカタルーニャ自治州憲章においては「アラン谷で話されている言葉は、教育および保護の対象とされるであろう」との記述であった（第3条）。
1984年以来バル・ダランにおいては、アラン語が義務教育課程のすべてのレベルで教えられ、またその言語を用いての教育が行われてきた。また「バル・ダランにおける特別制度についての1990年7月13日の法令（Ley 16/1990）」ではアラン語をオクシタン語として認知し、「アラン語はオクシタン語の範疇に属するアラン地域固有の言語で、バル・ダランでの公用語である」と規定され、同地域に行政自治権を付与した。
2006年の自治州基本法の発効以後、アラン語は、カタルーニャ語およびカスティーリャ語と並んでカタルーニャ州における、アラン谷自治政府（Conselh Generau d'Aran）および自治体政府の使用言語となった。
バル・ダランはオクシタン語が使用されている地域において、オクシタン語が公的に認知され、また制度的に保護対象とされた唯一の地域となった。

### 表記と正書法
1983年1月14日カタルーニャ自治政府「アラン語正書法規範」（Nòrmes Ortogràfiques der Aranés、1982年発行）をアラン語の公式正書法として採用した。1999年にはアラン谷自治政府は全オクシタン言語地域のためのオクシタン語言語審議会（Conselh de la Lenga Occitana）による最新の正書法改訂に準拠した新しい「アラン語正書法規範」を可決した。これらの規範はオクシタン語研究所によって、ガスコーニュ語の在来の正書法を取り入れて、制定されたもので、後にオクシタン語言語審議会によって認められた。このことによってアラン語正書法はその他のオクシタン語諸方言と同様の正書法を持つこととなり、オクシタン語復興においてその関与を可能とするものである。
カタルーニャ州の地名表記はカタルーニャ語名を唯一の公式名とすることが定められているが、バル・ダランの地名についてはアラン語名が公式名とされている（Ley 1/1998 de política lingüística）。同様に集落や通りの名称の案内標識もアラン語で表記されている。2001年5月以来アラン谷自治政府はさまざまなレベルにおけるアラン語の言語知識を証明する制度を制定した。
アラン語での出版活動はあまり盛ではない。日刊紙『アブイ』が週に一度アラン語版紙面を発行しているのが特筆される。

### 言語使用状況
アラン谷住民の母語は34.2％がアラン語で、38.8％のカスティーリャ語に次いで2番目で、カタルーニャ語は19.4％となっている。 2001年の言語調査によるとアラン語母語人口は2,785人である。
その調査によると、35.3％の住民が家庭内ではもっぱらカスティーリャ語を、25.8％がアラン語を、13.0％がカタルーニャ語を使用している。また、住民の14.5％が、家庭内ではアラン語とともに、他の言語を使用している。したがって、家庭内においては住民の40.3％がアラン語を使用（単一もしくは二言語併用状況で）しているということである。一方住民の50.7％がカスティーリャ語を、24.6％の住民がカタルーニャ語を、単一もしくは二言語併用状況で使用していることになる。
職場においては、住民の30.8％がもっぱらカスティーリャ語を使用し、アラン語の使用は9.2％、カタルーニャ語は7.4％となっている。職場において、アラン語とともに他の言語を使用している住民の割合は、25.4％で、したがって、職場において何らかの形で、つまり単一もしくは二言語併用状況で、アラン語を使用している住民は34.6％、カスティーリャ語の場合は63.1％、カタルーニャ語の場合は43.9％となっている。

### 言語知識
アラン谷はオクシタン語が最も盛んで、住民の間でもよく知られている地域であり、フランスの全オクシタン語圏においてのオクシタン語話者が全住民の16%であるのに対してアラン谷では62.2%の住民によって話される。2001年の言語調査によれば：
- 住民の26.9%がアラン語を書くことができると答えた。
- 住民の58.4%がアラン語を読むことができると答えた。
- 住民の62.2%がアラン語を話すことができると答えた。
- 住民の88.9%がアラン語を理解できると答えた。

## ラテン語からの主要な変化
不等号 > の左にラテン語形、右側の太字がアラン語形でその右側は対応するカスティーリャ語形。
- ラテン語のFは hに変化：FŎCUM > huec - fuego
- Rは音位転換した：CAPRAM > craba - cabra
- 母音間のNは消失：LŪNAM > lua - luna
- 語頭のRはAを添加：RIDĒRE > arrir - reír
- 語末のLは母音化し uに：MEL > mèu - miel
- 母音間のLLは単音 rに変化：ILLA > era - ella
- 語末のLLは thに変化：CASTELLUM > castèth - castillo